# Veščica (Razkrižje, Slovenija)
Veščica je naselje u slovenskoj Općini Razkrižju. Veščica se nalazi u pokrajini Štajerskoj i statističkoj regiji Pomurju. Ovdje je rođen Jožef Čarič političar.

## Stanovništvo
Prema popisu stanovništva iz 2002. godine naselje je imalo 320 stanovnika.